# Mandirola multiflora
Mandirola multiflora är en tvåhjärtbladig växtart som först beskrevs av George Gardner, och fick sitt nu gällande namn av Joseph Decaisne. Mandirola multiflora ingår i släktet Mandirola och familjen Gesneriaceae. Inga underarter finns listade i Catalogue of Life.

## Bildgalleri

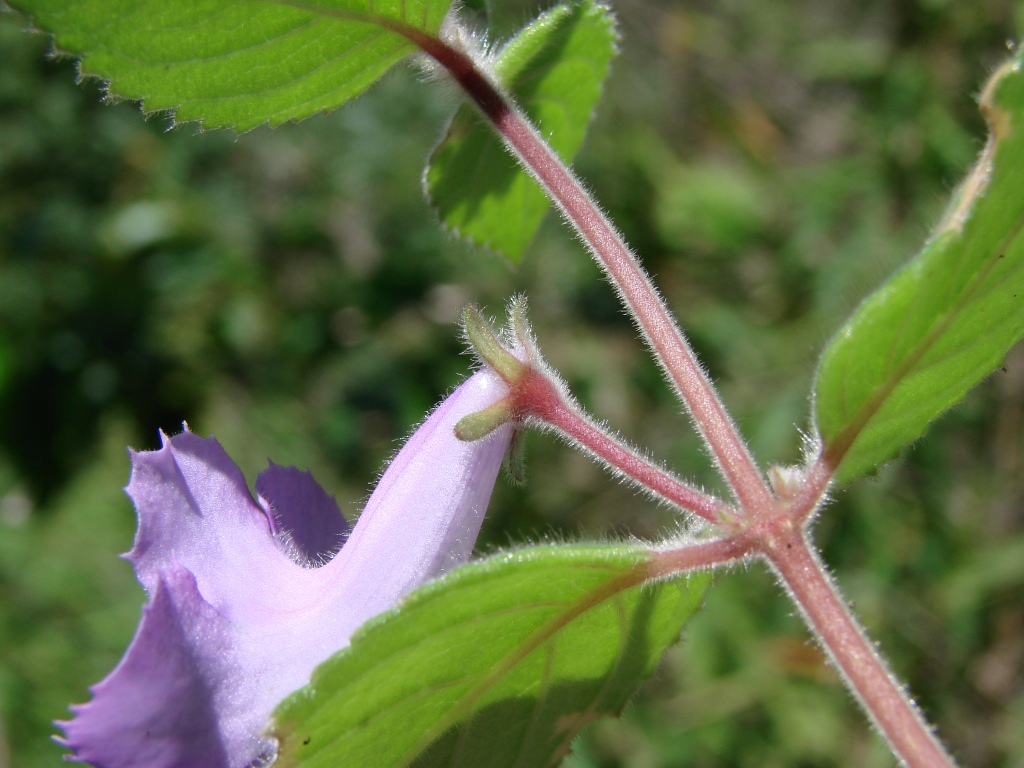
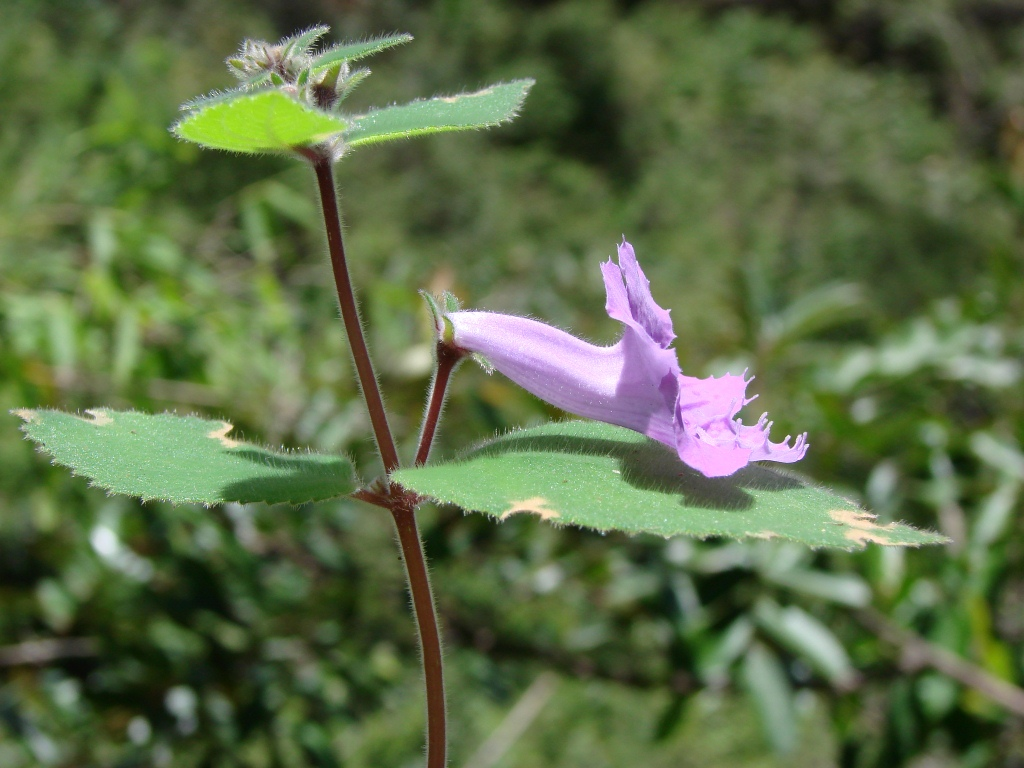
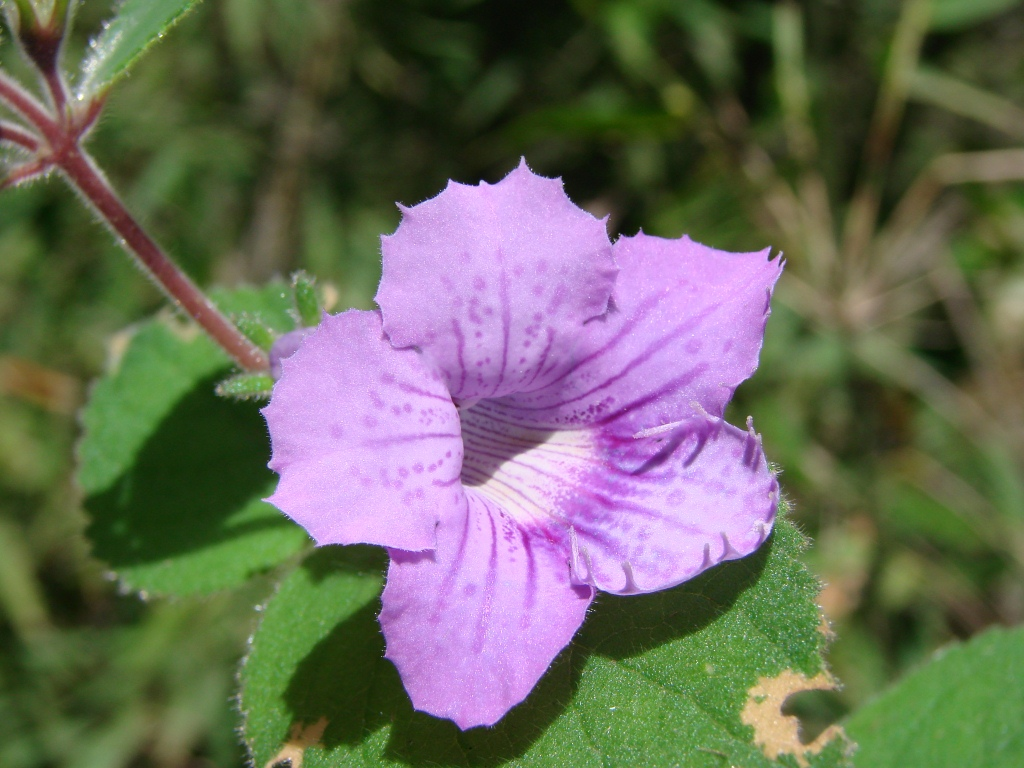
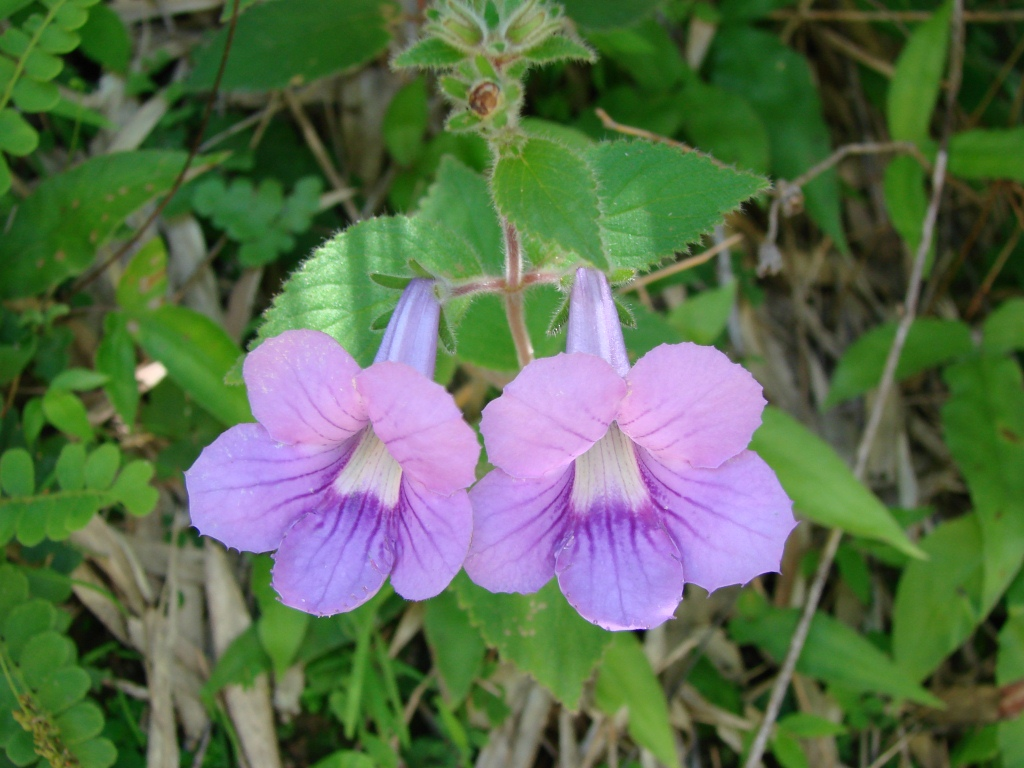